# Jorge Alejandro Fegan
Jorge Alejandro Fegan (Ciudad de México, México, 11 de agosto de 1983) es un actor, locutor, productor, director audiovisual y gestor cultural mexicano.

## Biografía
Realizó sus estudios en el Instituto Tecnológico Superior de Cine y Actuación, INCINE en Quito, Ecuador; donde obtuvo el título de Tecnólogo en Dirección y Actuación para cine con mención en Dramaturgia. Continúo su formación en la Universidad de Cuenca, donde se graduó como Licenciado en Cine y Audiovisuales. 
En 2009 codirigió y coprotagonizó la película Los Canallas cinta que recibió el Cenit de Bronce en el Festival Internacional de Cine de Montreal. En 2011 fue becado para participar en el Talent Campus del Festival de Cine de Berlín. En 2012 realiza una especialización en Marketing, Distribución y Ventas Cinematográficas en la Escuela Superior de Cine y Audiovisuales de Cataluña, ESCAC en Barcelona, España. En 2017 protagonizó la película Panamá de Javier Izquierdo, actualmente en proceso de postprodución. Ese mismo año, prestó su voz para la película de animación ecuatoriana, Waira el mensajero de los Incas.
Actualmente locutor y productor en Coca-Cola FM Ecuador. Además se ha desempeñado como productor de televisión en Ecuavisa, publicidad y cine en Ecuador.

## Filmografía
Como actor ha participado en más de 35 obras, que incluyen cortometrajes, largometrajes, series de televisión y proyectos web. En los cuales destaca su participación en Enchufe.tv

### T.V.
- “Ñaños” Serie de TV en etapa de postproducción, rol protagónico,2015
- “Tu historia al aire” rol protagónico, 2013-2015

### Web
- “Enchufe.tv”  varios sketches, 2011-2016
- “En 4” Serie web, rol secundario, 2014
- “Ciudad Quinde” Serie web de 14 episodios, rol secundario, 2014

### Cine

#### Largometrajes
- “Panamá” Rol protagónico, 2017, Dirigida por Javier Izquierdo. (En etapa de producción)
- “Los Canallas” 2009, Cénit a la mejor ópera prima World Film Festival 2009, Codirigida por Jorge Alejandro Fegan, Cristina Franco y Diego Coral.
- “Tinta Sangre” 2013, Dirigida por Mateo Herrera.
- “Distante cercanía” 2013, Dirigida por Alex Schlenker.
- “Sé que vienen a Matarme” 2008, Dirigida por Karl West
- “La Revolución de Alfaro” 2009, Dirigido por Juan Diego Pérez
- “La Virgen de Coromoto” 2007, Dirigida por Karl West

#### Cortometrajes
- “El Ascensor” 2016
- “En Camino” 2015
- “Hoy no” 2013
- “Reset” Barcelona 2012
- “Scalaria” 2011
- “Dios le pague” 2011
- “Huellas” 2011
- “Victoria” 2011
- “Joaquin y el Agua” 2010
- “Tercera Campanada” 2010
- “Jericó” 2010
- “Rendiciones” 2010
- “Bestias” 2010
- “Anatomía de mi memoria”  2010
- “Sanatorio de Arte Moderno” 2010
- “OHM” 2008
- “La Muorto do las lotras”  2008
- “El tío de mi hermano”  2007
- “Él entiende”  2007
- “Respira”  2007
- “Pequeña muerte”  2007
- “Ahora Yo”  2007
- “Dies Irae”  2006
- “La Puerta” 2006
- “El Espejo” 2006
- “El Mechapuco”  2005
- “¿y?” 2005
- “Ahora que estoy vivo”  2005
- “El hijo del alcalde Zaragoza”  2004

### Como productor
- “Desde Adentro- Sin Muertos no hay Carnaval, la nueva película de Sebastián Cordero” Serie web documental, estrenada en YouTube. Director y Productor General. 2014
- “En Camino” Cortometraje de ficción ganador del fondo de fomento del CNCINE 2014, Productor Ejecutivo-Actor protagónico, 2014.